# Campeonato regional de fútbol de Santiago Norte 2014-15
El campeonato regional de Santiago Norte 2014-15 es el campeonato que se juega en seis municipios del norte de isla de Santiago. Empezó el 20 de diciembre de 2014 y terminó el 3 de mayo de 2015. El torneo lo organiza la federación de fútbol de Santiago Norte. El Grémio Nhagar es el equipo defensor del título.
Este se modifica el sistema de competición. El torneo lo disputan 13 equipos en un total de 14 jornadas en la que solo se disputa a una vuelta. El campeón jugará el campeonato caboverdiano de fútbol 2015. 

## Equipos participantes
- AJAC da Calheta
- Benfica de Santa Cruz
- Desportivo Calheta
- Desportivo de Santa Cruz
- Estrelas dos Amadores
- Flor Jovem
- Grémio Desportivo de Nhagar
- Real Júnior do Tarrafal
- Scorpions Vermelho
- São Lourenço dos Órgãos
- Sport Clube Beira-Mar do Tarrafal
- União Picos
- Varandinha

## Tabla de posiciones
Actualizado a 3 de mayo de 2015
Primera fase
|    | Equipo                            | PJ | PG | PE | PP | GF | GC | DG  | PTS |
| -- | --------------------------------- | -- | -- | -- | -- | -- | -- | --- | --- |
| 1  | Flor Jovem                        | 12 | 10 | 1  | 1  | 14 | 3  | +11 | 31  |
| 2  | Desportivo de Santa Cruz          | 12 | 8  | 2  | 1  | 12 | 6  | +6  | 26  |
| 3  | Varandinha                        | 12 | 6  | 5  | 1  | 16 | 7  | +9  | 23  |
| 4  | Sport Clube Beira-Mar do Tarrafal | 12 | 6  | 3  | 3  | 17 | 14 | +3  | 21  |
| 5  | Grémio Desportivo de Nhagar       | 12 | 6  | 2  | 4  | 21 | 14 | +7  | 20  |
| 6  | Scorpions Vermelho                | 12 | 5  | 3  | 4  | 13 | 9  | +4  | 18  |
| 7  | Benfica de Santa Cruz             | 12 | 3  | 6  | 3  | 11 | 10 | +1  | 15  |
| 8  | Estrelas dos Amadores             | 12 | 3  | 5  | 4  | 12 | 13 | -1  | 14  |
| 9  | São Lourenço dos Órgãos           | 12 | 3  | 2  | 7  | 10 | 14 | -4  | 11  |
| 10 | Desportivo Calheta                | 12 | 2  | 4  | 6  | 16 | 18 | -2  | 10  |
| 11 | AJAC da Calheta                   | 12 | 2  | 4  | 6  | 11 | 15 | -4  | 10  |
| 12 | União Picos                       | 12 | 3  | 1  | 8  | 13 | 26 | -16 | 10  |
| 13 | Real Júnior do Tarrafal           | 12 | 1  | 2  | 9  | 9  | 25 | -16 | 5   |

|  | Clasificados para la segunda fase. |

Segunda fase
|   | Equipo                            | PJ | PG | PE | PP | GF | GC | DG | PTS |
| - | --------------------------------- | -- | -- | -- | -- | -- | -- | -- | --- |
| 1 | Sport Clube Beira-Mar do Tarrafal | 6  | 4  | 0  | 2  | 11 | 4  | +7 | 12  |
| 2 | Varandinha                        | 6  | 2  | 2  | 2  | 9  | 7  | +2 | 8   |
| 3 | Flor Jovem                        | 6  | 2  | 1  | 3  | 4  | 7  | -3 | 7   |
| 4 | Desportivo de Santa Cruz          | 6  | 1  | 3  | 2  | 4  | 10 | -6 | 6   |

|  | Clasificado para el campeonato caboverdiano de fútbol 2015. |

## Resultados
Primera fase
| Grémio Nhagar    | 2 - 1 | AJAC Calheta          | 20 de diciembre |
| São Lourenço     | 1 - 1 | Estrelas dos Amadores | 20 de diciembre |
| Beira-Mar        | 0 - 2 | Benfica               | 20 de diciembre |
| Desp. Santa Cruz | 1 - 0 | Scorpions Vermelho    | 21 de diciembre |
| Flor Jovem       | 2 - 0 | Desp. Calheta         | 21 de diciembre |
| Real Junior      | 2 - 0 | União Picos           | 21 de diciembre |

| AJAC Calheta  | 1 - 1 | Real Junior           | 28 de diciembre |
| Varandinha    | 0 - 0 | Estrelas dos Amadores | 28 de diciembre |
| Flor Jovem    | 1 - 0 | Benfica               | 28 de diciembre |
| Desp. Calheta | 1 - 1 | Desp. Santa Cruz      | 28 de diciembre |
| São Lourenço  | 0 - 1 | Grémio Nhagar         | 28 de diciembre |
| União Picos   | 2 - 4 | Beira-Mar             | 28 de diciembre |

| São Lourenço          | 1 - 1 | Varandinha         | 17 de enero  |
| Estrelas dos Amadores | 0 - 1 | Scorpions Vermelho | 17 de enero  |
| Real Junior           | 1 - 4 | Grémio Nhagar      | 18 de enero  |
| Beira-Mar             | 1 - 1 | AJAC Calheta       | 18 de enero  |
| Desp. Santa Cruz      | 1 - 0 | Benfica            | 18 de enero  |
| Flor Jovem            | 2 - 0 | União Picos        | 4 de febrero |

| Real Junior        | 0 - 3 | São Lourenço          | 25 de enero |
| Scorpions Vermelho | 2 - 4 | Varandinha            | 25 de enero |
| Grémio Nhagar      | 3 - 1 | Beira-Mar             | 25 de enero |
| Desp. Calheta      | 0 - 1 | Estrelas dos Amadores | 25 de enero |
| AJAC Calheta       | 0 - 1 | Flor Jovem            | 25 de enero |
| União Picos        | 0 - 2 | Desp. Santa Cruz      | 25 de enero |

| São Lourenço          | 0 - 1 | Scorpions Vermelho | 31 de enero  |
| Beira-Mar             | 1 - 0 | Real Junior        | 31 de enero  |
| Varandinha            | 0 - 0 | Desp. Calheta      | 31 de enero  |
| Desp. Santa Cruz      | 1 - 0 | AJAC Calheta       | 31 de enero  |
| Flor Jovem            | 2 - 1 | Grémio Nhagar      | 1 de febrero |
| Estrelas dos Amadores | 1 - 1 | Benfica            | 1 de febrero |

| Grémio Nhagar | 1 - 2 | Desp. Santa Cruz      | 7 de febrero |
| Beira-Mar     | 3 - 1 | São Lourenço          | 7 de febrero |
| Benfica       | 1 - 1 | Varandinha            | 7 de febrero |
| Real Junior   | 1 - 2 | Flor Jovem            | 8 de febrero |
| Desp. Calheta | 0 - 2 | Scorpions Vermelho    | 8 de febrero |
| União Picos   | 1 - 0 | Estrelas dos Amadores | 8 de febrero |

| Flor Jovem            | 1 - 0 | Beira-Mar     | 14 de febrero |
| Scorpions Vermelho    | 1 - 0 | Benfica       | 14 de febrero |
| Estrelas dos Amadores | 1 - 4 | AJAC Calheta  | 14 de febrero |
| São Lourenço          | 2 - 1 | Desp. Calheta | 15 de febrero |
| Desp. Santa Cruz      | 1 - 0 | Real Junior   | 15 de febrero |
| Varandinha            | 2 - 1 | União Picos   | 15 de febrero |

| Flor Jovem    | 1 - 0 | São Lourenço          | 21 de febrero |
| Beira-Mar     | 1 - 0 | Desp. Santa Cruz      | 21 de febrero |
| União Picos   | 1 - 0 | Scorpions Vermelho    | 21 de febrero |
| Benfica       | 1 - 1 | Desp. Calheta         | 22 de febrero |
| AJAC Calheta  | 0 - 3 | Varandinha            | 22 de febrero |
| Grémio Nhagar | 1 - 2 | Estrelas dos Amadores | 22 de febrero |

| Varandinha            | 1 - 0 | Grémio Nhagar | 28 de febrero |
| Scorpions Vermelho    | 0 - 0 | AJAC Calheta  | 28 de febrero |
| Desp. Calheta         | 6 - 1 | União Picos   | 28 de febrero |
| Desp. Santa Cruz      | 1 - 0 | Flor Jovem    | 1 de marzo    |
| Estrelas dos Amadores | 4 - 1 | Real Junior   | 1 de marzo    |
| São Lourenço          | 0 - 1 | Benfica       | 4 de marzo    |

| Desp. Santa Cruz | 1 - 0 | São Lourenço          | 7 de marzo |
| Beira-Mar        | 0 - 0 | Estrelas dos Amadores | 7 de marzo |
| Grémio Nhagar    | 0 - 0 | Scorpions Vermelho    | 7 de marzo |
| União Picos      | 2 - 2 | Benfica               | 8 de marzo |
| AJAC Calheta     | 0 - 0 | Desp. Calheta         | 8 de marzo |
| Real Junior      | 0 - 1 | Varandinha            | 8 de marzo |

| Varandinha            | 1 - 2 | Beira-Mar     | 14 de marzo |
| São Lourenço          | 0 - 2 | União Picos   | 15 de marzo |
| Benfica               | 2 - 1 | AJAC Calheta  | 15 de marzo |
| Estrelas dos Amadores | 0 - 1 | Flor Jovem    | 15 de marzo |
| Desp. Calheta         | 2 - 3 | Grémio Nhagar | 15 de marzo |
| Scorpions Vermelho    | 5 - 1 | Real Junior   | 15 de marzo |

| Desp. Santa Cruz | 1 - 1 | Estrelas dos Amadores | 21 de marzo |
| Flor Jovem       | 0 - 0 | Varandinha            | 21 de marzo |
| Beira-Mar        | 1 - 1 | Scorpions Vermelho    | 21 de marzo |
| AJAC Calheta     | 2 - 1 | União Picos           | 22 de marzo |
| Grémio Nhagar    | 1 - 1 | Benfica               | 22 de marzo |
| Real Junior      | 2 - 3 | Desp. Calheta         | 22 de marzo |

| São Lourenço       | 2 - 1 | AJAC Calheta     | 28 de marzo |
| União Picos        | 2 - 4 | Grémio Nhagar    | 28 de marzo |
| Varandinha         | 2 - 0 | Desp. Santa Cruz | 28 de marzo |
| Scorpions Vermelho | 0 - 1 | Flor Jovem       | 28 de marzo |
| Desp. Calheta      | 2 - 3 | Beira-Mar        | 28 de marzo |
| Benfica            | 0 - 0 | Real Junior      | 29 de marzo |

Segunda fase
| Beira-Mar  | 1 - 0 | Desp. Santa Cruz | 4 de abril |
| Varandinha | 3 - 0 | Flor Jovem       | 4 de abril |

| Desp. Santa Cruz | 2 - 2 | Varandinha | 12 de abril |
| Flor Jovem       | 1 - 0 | Beira-Mar  | 12 de abril |

| Varandinha | 3 - 1 | Beira-Mar        | 19 de abril |
| Flor Jovem | 0 - 1 | Desp. Santa Cruz | 19 de abril |

| Beira-Mar        | 2 - 0 | Varandinha | 22 de abril |
| Desp. Santa Cruz | 1 - 1 | Flor Jovem | 22 de abril |

| Varandinha | 0 - 0 | Desp. Santa Cruz | 25 de abril |
| Beira-Mar  | 1 - 0 | Flor Jovem       | 25 de abril |

| Desp. Santa Cruz | 0 - 6 | Beira-Mar  | 3 de mayo |
| Flor Jovem       | 2 - 1 | Varandinha | 3 de mayo |

### Evolución de las posiciones
Primera fase
| Equipo / Jornada         | 01 | 02 | 03 | 04 | 05 | 06 | 07 | 08 | 09 | 10 | 11 | 12 | 13 |
| ------------------------ | -- | -- | -- | -- | -- | -- | -- | -- | -- | -- | -- | -- | -- |
| AJAC da Calheta          | 9  | 9  | 9  | 11 | 11 | 12 | 9  | 11 | 11 | 11 | 12 | 10 | 11 |
| Beira-Mar                | 13 | 6  | 4  | 7  | 4  | 4  | 6  | 4  | 4  | 4  | 5  | 5  | 4  |
| Benfica de Santa Cruz    | 1  | 5  | 6  | 9  | 9  | 8  | 10 | 9  | 8  | 8  | 7  | 7  | 7  |
| Desportivo Calheta       | 11 | 11 | 12 | 12 | 12 | 13 | 13 | 13 | 10 | 10 | 11 | 9  | 10 |
| Desportivo de Santa Cruz | 5  | 4  | 3  | 3  | 2  | 2  | 2  | 2  | 2  | 1  | 2  | 2  | 2  |
| Estrelas dos Amadores    | 6  | 7  | 11 | 6  | 6  | 7  | 8  | 7  | 7  | 7  | 8  | 8  | 8  |
| Flor Jovem               | 2  | 1  | 2  | 2  | 1  | 1  | 1  | 1  | 1  | 2  | 1  | 1  | 1  |
| Grémio Nhagar            | 4  | 2  | 1  | 1  | 3  | 3  | 3  | 5  | 6  | 6  | 6  | 6  | 5  |
| Real Júnior do Tarrafal  | 3  | 3  | 5  | 8  | 10 | 10 | 11 | 12 | 13 | 13 | 13 | 13 | 13 |
| Scorpions Vermelho       | 10 | 12 | 7  | 10 | 7  | 5  | 4  | 6  | 5  | 5  | 4  | 4  | 6  |
| São Lourenço dos Órgãos  | 7  | 10 | 10 | 5  | 8  | 9  | 7  | 8  | 9  | 9  | 10 | 9  | 9  |
| União Picos              | 12 | 13 | 13 | 13 | 13 | 11 | 12 | 10 | 12 | 12 | 9  | 12 | 12 |
| Varandinha               | 8  | 8  | 8  | 4  | 5  | 6  | 5  | 3  | 3  | 3  | 3  | 3  | 3  |

Segunda fase
| Equipo / Jornada         | 01 | 02 | 03 | 04 | 05 | 06 |
| ------------------------ | -- | -- | -- | -- | -- | -- |
| Beira-Mar                | 2  | 2  | 3  | 2  | 1  | 1  |
| Desportivo de Santa Cruz | 3  | 4  | 2  | 3  | 3  | 4  |
| Flor Jovem               | 4  | 3  | 4  | 4  | 4  | 3  |
| Varandinha               | 1  | 1  | 1  | 1  | 2  | 2  |

| Campeón Sport Clube Beira-Mar do Tarrafal 1.er título |

## Estadísticas
- Mayor goleada: Desportivo Calheta 6 - 1 União Picos (28 de febrero)
- Partido con más goles: Desportivo Calheta 6 - 1 União Picos (28 de febrero)
- Mejor racha ganadora: Flor Jovem; 8 jornadas (jornada 1 a 8)
- Mejor racha invicta: Varadinha; 9 jornadas (jornada 2 a 10)
- Mejor racha marcando: Flor Jovem y União Picos; 8 jornadas
- Mejores racha imbatida: Flor Jovem; 4 jornadas (jornada 1 y 4)